# Deutsche Fußballmeisterschaft der B-Junioren 1977/78
Die deutsche B-Jugendmeisterschaft 1978 war die 2. Auflage dieses Wettbewerbes. Meister wurde der FC Schalke 04, das im Finale Hertha Zehlendorf mit 6:0 besiegte.

## Teilnehmende Mannschaften
An der B-Jugendmeisterschaft nahmen die vier Regionalverbandsmeister sowie der Meister aus Berlin teil.
| Regionalverband Nord            | Regionalverband West       | Regionalverband Südwest    | Regionalverband Süd   | Berlin                            |
| ------------------------------- | -------------------------- | -------------------------- | --------------------- | --------------------------------- |
| - Hamburg: SC Concordia Hamburg | - Westfalen: FC Schalke 04 | - Südwest: 1. FSV Mainz 05 | - Baden: VfR Mannheim | - Berlin: FC Hertha 03 Zehlendorf |

## Qualifikation
|              | Ergebnis |                 |
| ------------ | -------- | --------------- |
| VfR Mannheim | 0:2      | 1. FSV Mainz 05 |

## Endturnier

### Halbfinale inMenden
| Datum                |                      | Ergebnis |                         |
| -------------------- | -------------------- | -------- | ----------------------- |
| Sa 02.07., 15:30 Uhr | FC Schalke 04        | 3:1      | 1.FSV Mainz 05          |
| Sa 02.07., 17:00 Uhr | SC Concordia Hamburg | 2:3      | FC Hertha 03 Zehlendorf |

### Spiel um Platz 3 inHamm
| Datum               |                | Ergebnis |                      |
| ------------------- | -------------- | -------- | -------------------- |
| So 03.07., 9:00 Uhr | 1.FSV Mainz 05 | 2:1      | SC Concordia Hamburg |

### Finale
| FC Schalke 04                                            | FC Schalke 04 | FC Hertha 03 Zehlendorf | FC Hertha 03 Zehlendorf |
| -------------------------------------------------------- | --- | --- | ----------------------- |
| FC Schalke 04                                            | \| Sonntag, 2. Juli 1978 um 10:30 Uhr in Hamm (Jahnstadion) \| \| Ergebnis: 6:0 (3:0) \| \| Zuschauer: 3.000 \| \| Schiedsrichter: Medardus Luca (Luisenthal) \|                                                                 | \| Sonntag, 2. Juli 1978 um 10:30 Uhr in Hamm (Jahnstadion) \| \| Ergebnis: 6:0 (3:0) \| \| Zuschauer: 3.000 \| \| Schiedsrichter: Medardus Luca (Luisenthal) \| | FC Hertha 03 Zehlendorf |
| FC Schalke 04                                            | Jörg Vogel (60. Schwarz) – Andreas Keina , Hause, Thomas Siewert, Hans-Jürgen Draxler – Michael Opitz, Frank Trompeter, Harald Kügler (69. Kreuz) – Wolfram Wuttke, Ulrich Schröder, Rainer Falzer Cheftrainer: Heinz van Haaren | Jörg Chelmowski – Wasdaris – Michael Ax, Eberhard Dressler, Kraft – Uwe Wickinger (Lutz Käpernick), Schröder, Thiele – Dietmar Rybiczka, Harald Käpernick, Dieter Brefort; weiterhin wurden eingewechselt: Frank Schendel und Robert Loock Cheftrainer: Kurt Chelmowski | FC Hertha 03 Zehlendorf |
| FC Schalke 04                                            | 1:0 Rainer Falzer (24.) 2:0 Hans-Jürgen Draxler (36.) 3:0 Harald Kügler (42.) 4:0 Harald Kügler (55.) 5:0 Rainer Falzer (66.) 6:0 Wolfram Wuttke (69.)                                                                           | | FC Hertha 03 Zehlendorf |
| Sonntag, 2. Juli 1978 um 10:30 Uhr in Hamm (Jahnstadion) | | |                         |
| Ergebnis: 6:0 (3:0)                                      | | |                         |
| Zuschauer: 3.000                                         | | |                         |
| Schiedsrichter: Medardus Luca (Luisenthal)               | | |                         |